# 坦迪卡特火山
坦迪卡特火山是印度尼西亞的火山，與東北面的辛加朗火山組成雙火山，位於蘇門答臘島，屬於巴里桑山脈的一部分，行政方面由西蘇門答臘省負責管轄，海拔高度2,438米，只有坦迪卡特火山有火山爆發的記錄。